# DUSP10
La proteína fosfatasa dual específica 10 (DUSP10) es una enzima codificada en humanos por el gen dusp10.
Las proteínas fosfatasas duales específicas inactivan sus quinasas diana mediante la defosforilación tanto de su residuo de fosfoserina/treonina como de su residuo de fosfotirosina. Regulan negativamente a los miembros de la superfamilia de las MAPK (MAPK/ERK, SAPK/JNK, p38), que están asociados con proliferación celular y diferenciación celular. Diversos miembros de esta familia de fosfatasas duales específicas muestran distintas especificidades de sustrato para las MAPKs, distinta destribución tisular y localización subcelular, y diferentes modos de inducibilidad de su expresión por estímulos extracelulares. DUSP10 se une e inactiva a p38 y al complejo SAPK/JNK, pero no al complejo MAPK/ERK. Su localización subcelular es única. Se distribuye incluso tanto en el núcleo como en el citoplasma. Este gen se encuentra ampliamente extendido en diversos tejidos y órganos, y su expresión se ve incrementada por estímulos de estrés. Se han descrito tres variantes transcripcionales de este gen, que codifican dos isoformas diferentes de la enzima.

## Interacciones
La proteína DUSP10 ha demostrado ser capaz de interaccionar con:
- MAPK14[1][5][6]
- MAPK8[1]